# 陈梧桐
陈梧桐（1935年11月20日—2023年5月31日），笔名纪程、纪实，福建安溪人，中国历史学家，曾任中央民族大学历史系主任、教授、北京师范大学特聘教授、中国明史学会顾问以及人民教育出版社高中历史教科书（2004版）主编，是朱元璋研究领域的权威专家。

## 生平
1935年11月20日，陈梧桐出生于福建省第四行政督察区安溪县第一县城区光德里内园（今福建省泉州市安溪县城厢镇光德村内园自然村）。先后就读于同美小学、光德小学、安溪县立初级中学、集美中学。1954年—1958年，就读于厦门大学历史系。毕业后，先后在高等教育出版社文史编辑室和人民教育出版社历史编辑室工作，编写中学世界史的教材。期间，下放陕西延安劳动锻炼一年，到宁夏永宁和河北磁县参加两期“四清”。1969年，下放安徽凤阳的教育部“五七干校”。1972年，调至广西大学，参与组建中文系，主讲世界近代史公共课。1975年2月起，在中央民族学院（1993年更名为中央民族大学）历史系（2008年更名为历史文化学院）任教。1992年，获中华人民共和国国务院颁发政府特殊津贴。1995年11月—1998年，任中央民族大学历史系主任兼民族史研究所所长。2023年5月31日，因病在北京逝世，享年87岁。
曾兼任中国明史学会、中国民族史学会、中国农民战争史研究会、北京市历史学会、朱元璋研究会等组织的顾问或理事。主要研究领域为明史和中国民族关系史。从事朱元璋研究四十多年，成就突出。曾主编人民教育出版社和高等教育出版社出版的中学历史教科书多部。其论著曾获光明日报优秀理论文章奖、北京市第三届哲学社会科学优秀成果奖、第三届全国图书金钥匙奖、第三届全国优秀少儿读物一等奖。

## 著作
- 《中国历代名将》（与苏双碧主编），河南人民出版社，1987年
- 《吴晗文集 第四卷——杂文 戏剧》（与苏双碧主编），北京出版社，1988年
- 《洪武皇帝大传》，河南人民出版社，1993年
- 《朱元璋研究》，天津人民出版社，1993年
- 《中华英杰2》（主编），浙江少年儿童出版社，1995年
- 《民大史学》第1期（主编），中央民族大学出版社，1996年
- 《中国文化杂说5——民族文化卷》（与徐亦亭主编），北京燕山出版社，1997年
- 《民大史学》第2期（主编），中央民族大学出版社，1998年
- 《中国军事通史 第五卷——西汉军事史》（主编），军事科学出版社，1998年
- 《中国文化通史7——明代卷》（主编），中共中央党校出版社，2000年
- 《黄河传》（与陈名杰合著），河北大学出版社，2001年
- 《历史2（必修）》（与李伟科主编），人民教育出版社，2004年
- 《洪武大帝朱元璋传》，贵州人民出版社，2005年
- 《历史（选修6）——世界文化遗产荟萃》（主编），人民教育出版社，2005年
- 《历史（必修II）》（主编），高等教育出版社，2006年
- 《古代民族关系论稿》，中央民族大学出版社，2006年
- 《履痕集》，大象出版社，2007年
- 《明史十讲》（与彭勇合著），上海古籍出版社，2007年
- 《自从出了朱皇帝》，广东人民出版社，2008年
- 《散叶集》，河北大学出版社，2010年
- 《普通高中历史地图册2（必修）》（与李伟科、周瑞祥主编），星球地图出版社，2010年
- 《探史——施建中教授古稀贺寿文集》（编者），中国社会出版社，2010年
- 《晚明悲歌——大明王朝灭亡之谜》，中国文史出版社，2012年
- 《少儿国学》（主编），人民教育出版社，2012年
- 《崇祯往事——明帝国最后的图景》，故宫出版社，2016年[13]
- 《朱元璋传》，河南文艺出版社，2017年
- 《朱元璋：从乞丐到皇帝》，江西人民出版社，2017年
- 《名家说史：中国古代名将》（与苏双碧主编），华文出版社，2018年
- 《名家说史：中国古代名君》（与肖黎主编），华文出版社，2018年
- 《朱元璋大传》，中华书局，2019年
- 《万里入胸怀——黄河史传》（与陈名杰合著），华东师范大学出版社，2019年
- 《新编简明中国史》（与李楠主编），中国文史出版社，2021年
- 《朱元璋十讲》，河南文艺出版社，2021年
- 《秋实集》，河南文艺出版社，2021年
- 《中华典故故事》（主编），中国人口出版社，2021年
- 《崇祯：勤政的亡国君》，文汇出版社，2023年（該書是《崇祯往事——明帝国最后的图景》[14]的再版，於2023年10月16日在中國大陸下架，有人猜測下架與影射習近平有關[15][16]。）
- 《崇祯传》，河南文艺出版社，2023年
- 《洪武大帝朱元璋》，中华书局，2023年
- 《陈梧桐精选集》，人民日报出版社，2023年
- 《朱元璋传（导读本）》（吴晗著，陈梧桐导读），河南文艺出版社，2024年

## 论文
- 《孔子是奴隶主贵族的反动教育家》（与陈光中合著），广西大学学报（哲学社会科学版），1973-06-15
- 《孔子是没落奴隶主阶级的卫道士》（与陈光中合著），广西大学学报（哲学社会科学版），1973-06-15
- 《钟相、杨么农民起义的反投降斗争》，中央民族学院学报，1976
- 《李自成的反投降斗争》，天津师院学报，1976
- 《历史的亡灵与“四人帮”的野心——王张江姚反党集团为什么要重新抬出帝王将相？》（与姚喁冰合著），中央民族学院学报，1977-03-02
- 《一个篡党夺权、卖国投敌的严重步骤——揭开“四人帮”鼓吹“法家爱国，儒家卖国”的阴谋》，中央民族学院学报，1977-05-01
- 《“四人帮”鼓吹“法家爱国，儒家卖国”论的罪恶目的何在？》，天津师院学报，1977-08-29
- 《关于新编初中课本〈中国历史〉第一、二册的几个基本观点问题》，历史教学，1979-01-31
- 《正确阐述中国古代的民族关系》，陕西师大学报（哲学社会科学版），1979-12-31
- 《论朱元璋的封建文化专制》，学术月刊，1980-04-30
- 《论朱元璋强化封建专制中央集权的统治》，中央民族学院学报，1980-04-30
- 《关于平均主义与封建主义在农民战争中的作用问题——与董楚平同志商榷》，浙江学刊，1981-05-01
- 《关于处理我国民族关系史若干原则的商榷》，中央民族学院学报，1981-05-01
- 《〈明末清初收复台湾和抗击沙俄侵略黑龙江流域的斗争〉一课的教材分析》，历史教学，1981-06-30
- 《〈三国鼎立〉教材分析》，历史教学，1981-10-28
- 《论朱元璋的民族政策》，中南民族学院学报（哲学社会科学版），1982-03-02
- 《朱元璋恢复发展农业生产的措施》，农业考古，1982-04-02
- 《朱元璋对人才的使用与摧残》，社会科学辑刊，1982-05-01
- 《明初空印案发生年代考》，历史研究，1982-06-15
- 《论我国历史上的爱国主义与民族英雄》，中央民族学院学报，1982-06-30
- 《〈明朝初期社会经济的恢复和发展〉与〈封建专制主义的加强〉教材分析》，历史教学，1982-07-30
- 《论中国的历史疆域与古代民族战争》，求是学刊，1982-08-29
- 《朱元璋创办过农桑学校吗？》，农业考古，1983-07-02
- 《朱元璋取得反元斗争胜利的基本原因》，社会科学辑刊，1983-08-29
- 《再论农民战争中的平均主义——与董楚平同志再商榷》，浙江学刊，1983-08-29
- 《论我国各族人民友好合作关系形成的原因及其意义──兼论我国历史上民族关系的主流》，求是学刊，1984-03-01
- 《论朱元璋的“休养生息”政策》，中州学刊，1984-04-30
- 《朱元璋战胜陈友谅、张士诚的经过和原因》，武汉师范学院学报（哲学社会科学版），1984-10-27
- 《如何对待涉及民族关系的爱国主义》，江汉论坛，1985-01-21
- 《论朱元璋的治国思想》，社会科学辑刊，1985-03-02
- 《应该重视史学理论的研究》，福建论坛（文史哲版），1987-03-02
- 《明洪武年间的睦邻外交与海禁》，史学集刊，1988-07-01
- 《朱元璋功过评估》，社会科学辑刊，1990-03-02
- 《朱元璋处死贩卖私茶的驸马》，农业考古，1991-12-30
- 《默默地钻在地下改良土壤——忆姚涌彬》，农业考古，1993-04-02
- 《论李光地对清初统一事业的贡献》，清史研究，1993-04-02
- 《论朱元璋对蒙古的“威德兼施”政策》，中央民族学院学报，1993-05-01
- 《回味无穷的观音韵》，农业考古，1993-07-02
- 《明代宦官势力干预北部边防的严重后果（提纲）》，第五届中国明史国际学术讨论会暨中国明史学会第三届年会论文集，1993-08-01
- 《论朱元璋的“居安虑危”思想》，江西社会科学，1993-10-28
- 《一部有创见的心学研究著作──评〈心学与中国社会〉》，贵州文史丛刊，1994-05-05
- 《黄河文化——个自强不息的伟大生命》（与于希贤合著），北京大学学报（哲学社会科学版），1994-11-20
- 《论明王朝的民族观与民族政策》，明史研究第4辑——庆贺王毓铨先生85华诞暨从事学术研究60周年专辑，1994-12-01
- 《读〈中国边疆民族管理机构沿革史〉》，历史研究，1994-12-15
- 《论朱元璋对南方少数民族的政策》，江西社会科学，1995-06-25
- 《明太祖与明成祖对西北民族地区的经营》，第六届明史国际学术讨论会论文集，1995-08-01
- 《明朝民族事务管理机构述略》，西南民族学院学报（哲学社会科学版），1995-08-28
- 《明清松锦之战与洪承畴的功过评价》，中央民族大学学报，1996-07-15
- 《论施琅统一台湾的历史功绩》，中国边疆史地研究，1996-09-15
- 《一部将南明史研究推向新水平的佳作——评顾诚著〈南明史〉》，历史研究，1998-02-15
- 《发挥学科优势 办出基地特色——中央民族大学历史系文科基地建设的特色与措施》，中央民族大学学报，1998-09-15
- 《明末清初社会矛盾的变化与洪承畴、郑成功、施琅的功过评价》，第七届明史国际学术讨论会论文集，1999-05-01
- 《西汉军事思想的重大成就》，学术月刊，1999-08-15
- 《西汉王朝开拓边疆斗争的历史意义》，中国边疆史地研究，1999-09-15
- 《黄启臣著〈澳门通史〉》，历史研究，1999-12-15
- 《澳门的昨天和今天——评黄启臣新作〈澳门通史〉》，中国图书评论，1999-12-30
- 《明代文化新旧杂陈、方生与垂死相搏的时代特色》，民族史研究，1999-12-31
- 《读〈王朝鼎革与英雄悲歌〉》，中国史研究动态，2000-01-25
- 《〈黄河传〉自序》，博览群书，2001-03-07
- 《论郑成功驱荷复台的英雄业绩》，中央民族大学学报，2001-07-15
- 《略说清官》，文史天地，2002-01-15
- 《再论朱元璋的功绩与历史地位》，河南大学学报（社会科学版），2002-07-30
- 《顾诚印象》，博览群书，2003-09-15
- 《施琅统一台湾与闽台区域文化的形成》，河南大学学报（社会科学版），2004-03-30
- 《朱元璋与明代文化（提要）》，第十届明史国际学术讨论会论文集，2004-08-01
- 《自从出了朱皇帝——读《朱元璋与凤阳》》，博览群书，2004-08-15
- 《人教版普通高中课程标准实验教科书〈历史2（必修）〉介绍》，	中小学教材教学，2005-02-20
- 《从历史的角度梳理中国茶文化 读〈长江流域茶文化〉》，博览群书，	2005-06-07
- 《朱元璋民族成份考辨》，史林，2005-06-20
- 《〈洪武大帝朱元璋传〉写作札记》，博览群书，2005-12-07
- 《黄河母亲的欢乐与忧伤》，绿色中国，2006-02-01
- 《气势磅礴的农业文明史图卷——评〈中国古代农业文明史〉》，农业考古，2006-02-28
- 《明代南直隶方志研究的拓荒之作》，博览群书，2006-05-30
- 《人教版普通高中课程标准实验教科书〈历史（选修6）·世界文化遗产荟萃〉介绍》，中小学教材教学，2006-08-20
- 《论明前期的清官循吏》，史学集刊，2006-09-15
- 《“飞入寻常百姓家” 读〈看了明朝就明白〉》，博览群书，2007-01-15
- 《从〈由僧钵到皇权〉到〈朱元璋传〉》，安徽师范大学学报（人文社会科学版），2007-01-30
- 《读〈明代班军制度研究〉》，博览群书，2007-03-15
- 《忧劳可以兴国 逸豫可以亡身》，党政论坛（干部文摘），2007-08-25
- 《李善长的功与过》，文史知识，2007-09-01
- 《顾诚的治学之道与史学成就——〈顾诚全集〉序言》，安徽师范大学学报（人文社会科学版），2007-09-15
- 《少数民族风俗画卷——读〈中国少数民族风俗志〉》，中国民族，2008-01-06
- 《胡惟庸党案的真与假》，文史知识，2008-02-01
- 《正确阐述我国历史上的民族关系》，课程.教材.教法，2008-03-15
- 《一部正德历史的活剧 读〈正德风云：荡子皇帝朱厚照别传〉》，博览群书，2008-07-01
- 《“学向勤中得”的启示》，政策瞭望，2009-01-20
- 《明代后期：中国向近代社会转型》，博览群书，2009-04-01
- 《漫议明史通俗读物》，博览群书，2009-05-01
- 《李自成知识分子政策的失误与教训》，第十三届明史国际学术研讨会论文集，2009-08-10
- 《郑成功复台与汉文化在台湾的传播》，江西社会科学，2009-08-25
- 《朱元璋出生地考辨》，明太祖与凤阳，2009-10-30
- 《严谨扎实的实证功夫》，博览群书，2010-03-01
- 《李自成知识分子政策的失误》，同舟共进，2010-03-01
- 《怀念韦庆远教授》，博览群书，2010-05-01
- 《晋商做大做久的奥秘》，同舟共进，2010-12-01
- 《无尽的追思 深切的怀念——忆张海鹏教授》，博览群书，2011-08-01
- 《明神宗的贪财好货与化国为家》，同舟共进，2011-08-01
- 《刘基死因考》，江南大学学报（人文社会科学版），2011-08-20
- 《明清出版的基础研究》，博览群书，2011-10-01
- 《长城不是闭关自守的符号》，北京联合大学学报（人文社会科学版），2011-11-20
- 《明代佛教方志的首次系统梳理》，博览群书，2012-03-01
- 《朱元璋治理乡村社会的理念与措施》，江南大学学报（人文社会科学版），2012-09-20
- 《明朝覆亡的历史反思》，博览群书，2012-11-01
- 《朱元璋起义早期在巢湖地区的活动》，巢湖学院学报，2013-01-25
- 《马皇后与明代宫廷政治》，故宫学刊，2013-03-31
- 《朱元璋推行乡饮酒礼述论》，北京联合大学学报（人文社会科学版），2013-04-20
- 《明代卫所武官世袭制度研究的丰硕成果——评梁志胜〈明代卫所武官世袭制度研究〉》，唐都学刊，2013-07-15
- 《明思宗为何成为亡国之君》，江南大学学报（人文社会科学版），2014-03-20
- 《探究与弘扬中华民族精神的力作——读〈历史视野下的中华民族精神〉》，博览群书，2014-06-01
- 《蓝玉党案再考》，明清论丛，2015-12-31
- 《这样研究明史有重大价值》，博览群书，2016-12-01
- 《我与朱元璋“交往”了近50年》，博览群书，2017-03-01
- 《400年后再看张居正的改革》，博览群书，2017-07-01
- 《与中学教师谈论文的写作——以历史教师为例》，课程.教材.教法，2017-08-01
- 《朱元璋“忧劳兴国”的历史启示》，高中生学习（作文素材），2017-10-15
- 《朱元璋复兴传统文化的历史功绩》，明清论丛，2017-12-31
- 《这是上乘的明代边关志书校注本——读〈四镇三关志校注〉》，博览群书，2018-12-01
- 《中学教师应该具备的学科基本素养——以中学历史教师为例》，课程.教材.教法，2019-05-01
- 《我与朱元璋的这四十年》，博览群书，	2019-06-01
- 《略论明中都的营建与罢废及其影响》，江南大学学报（人文社会科学版），2019-07-20
- 《中学历史教学的人物评价问题》，课程.教材.教法，2020-03-01
- 《朱元璋以孝治天下的举措与作用》，中国区域文化研究，2020-11-30
- 《我与人教社的不解之缘》，课程.教材.教法，2020-12-01
- 《黄河：一个伟大生命的诞生》，传记文学，2021-01-05
- 《马皇后与明代宫廷政治》，快乐阅读，2023-09-25
- 《探究明代中国白银货币化的力作》，读书，2023-12-15

## 影视

### 纪录片
- 《历程》，中国中央电视台，2004年[17]
- 《中国通史》，中国中央电视台，2013年

### 公开课
- 《中国古代民族关系史的若干问题》，共53集，中央民族大学
- 《明史十讲》，共164集，中央民族大学